# Atlas lingüístico

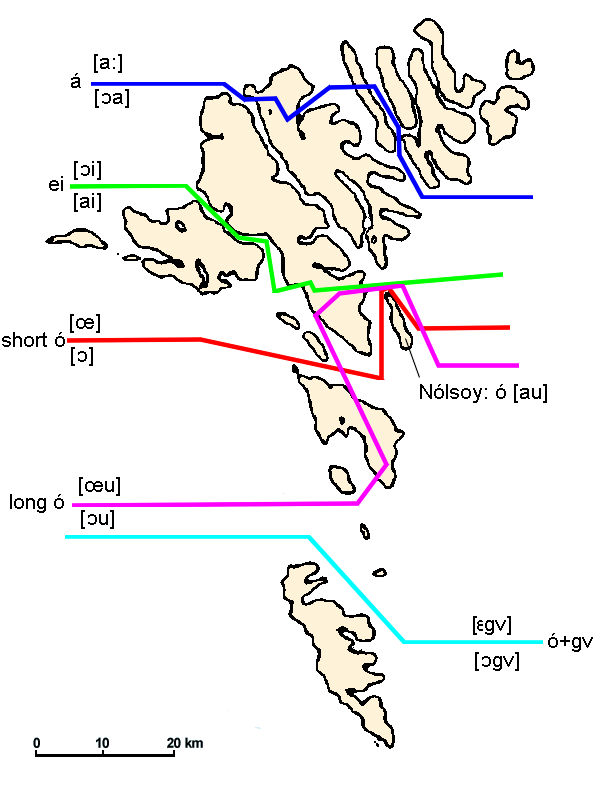
Isoglosas en las Islas Feroe.

Un atlas lingüístico es un libro con mapas temáticos relativos al lenguaje hablado en una determinada área. Típicamente representa las isoglosas relativas a una característica concreta de la lengua según cada lugar del territorio: la palabra empleada para un cierto objeto, la forma de pronunciar una cierta palabra, la construcción sintáctica usada en una determinada frase, etc. Un atlas que sirvió de modelo a muchos otros posteriores es el Atlas Linguistique de la France, publicado por Jules Gilliéron entre 1902 y 1910.
El primer Atlas de este tipo fue el Atlas lingüístico de Europa (Atlante Linguistico d'Europa), cuyo primer tomo fue publicado en 1841 por Bernardino Biondelli (1804-1886). 
En el ámbito de las lenguas románicas, el Atlas Lingüístico Románico (ALiR) recoge los trazos distintivos y comunes de todas ellas.